# Pinsaguel
Pinsaguel (okzitanisch: Pinçaguèl) ist eine französische Gemeinde mit 2.779 Einwohnern (Stand: 1. Januar 2022) im Département Haute-Garonne in der Region Okzitanien. Sie gehört zum Arrondissement Muret und zum Kanton Portet-sur-Garonne. Die Bewohner werden Pinsaguelois(es) genannt.

## Geographie
Pinsaguel liegt etwa elf Kilometer südsüdwestlich von Toulouse an der Mündung der Ariège in die Garonne. Umgeben wird Pinsaguel von den Nachbargemeinden Portet-sur-Garonne im Norden und Nordosten, Lacroix-Falgarde im Osten, Goyrans im Südosten, Pins-Justaret im Süden, Roquettes im Südwesten sowie Roques im Nordwesten. 
Durch die Gemeinde führt die frühere Route nationale 20 (heutige D820).

## Bevölkerungsentwicklung
| Jahr                      | 1962 | 1968 | 1975 | 1982 | 1990 | 1999 | 2006 | 2012 | 2019 |
| Einwohner                 | 786  | 1638 | 1827 | 1970 | 2603 | 2466 | 2583 | 2682 | 2840 |
| Quelle: Cassini und INSEE |      |      |      |      |      |      |      |      |      |

## Sehenswürdigkeiten
- Kirche Saint-Pierre
- Schloss Berthier, im 13. Jahrhundert erbaut, Umbauten aus dem 14. und 18. Jahrhundert, seit 1941 Monument historique

## Persönlichkeiten
- Louis Castex (1896–1968), Luftfahrtpionier, Politiker, Pilot und Autor